# La Familia Michoacana
«La Familia Michoacana» (deutsch: „die michoacanische Familie“) oder kurz La Familia ist ein mexikanisches Drogenkartell und Verbrechersyndikat, das aus dem mexikanischen Bundesstaat Michoacán stammt. Die Organisation entstand, nachdem sie sich 2006 vom Golf-Kartell abgespalten hatte. Das Kartell kontrolliert die Herstellung und Verbreitung von Drogen in Michoacán, zudem schmuggelt es nach Angaben der US-Sicherheitsbehörden große Mengen synthetischer Drogen und Kokain in die Vereinigten Staaten.

Einflussbereich des Kartells 'La Familia Michoacana'

Der Mitbegründer und ehemalige Führer des Kartells, Nazario Moreno González, bekannt als «El Más Loco» (deutsch: „der Verrückteste“), predigte das Töten von Feinden als ein gottgegebenes Recht. Nazario Morenos Partner waren José de Jesús Méndez Vargas, Servando Gómez Martínez und Dionicio Loya Plancarte; für jeden Einzelnen ist eine Belohnung von zwei Millionen US-Dollar für die Festnahme ausgesetzt.
Regierungsberichten zufolge wurde González im Dezember 2010 in Apatzingán im Bundesstaat Michoacán von der mexikanischen Polizei erschossen. Nach seinem vermeintlichen Tod kam es zu Machtkämpfen, bei denen sich José de Jesús Mendez durchsetzte. In der Zeit spaltete sich auch die Gruppe Los Caballeros Templarios (spanisch für: „Die Tempelritter“) ab.
Am 31. Dezember 2010 teilte die mexikanische Regierung mit, dass einer der Anführer des Kartells, Francisco Lopez Villanueva («El Bigote» (deutsch: „Der Schnurrbart“)), in La Mira y Guacamayas festgenommen wurde.
Am 21. Juni 2011 nahm die mexikanische Polizei José de Jesús Mendez an einer Straßensperre in Aguascalientes fest. Das Sekretariat für Öffentliche Sicherheit erklärte das Kartell am 2. November 2011 für zerschlagen und aufgelöst.
Anfang Juli 2014 verhafteten Marineinfanteristen den 2011 zum Anführer aufgestiegenen José María Chávez Magaña, genannt «El Pony», in Pénjamo in Guanajuato. Dennoch wurden auch im Jahr 2020 noch Videos von Exekutionen durch La Familia veröffentlicht.